# Samary (rejon kowelski)
Samary (ukr. Самари) – wieś na Ukrainie w rejonie kowelskim, w obwodzie wołyńskim. 
Wieś prawa wołoskiego Samarowice, położona była na początku XVI wieku w ziemi chełmskiej województwa ruskiego. W II Rzeczypospolitej miejscowość wchodziła w skład gminy wiejskiej Lelików w powiecie kobryńskim województwa poleskiego. Do II wojny światowej w pobliżu wsi znajdowały się chutory: Borki, Bukatyń, Długi Ostrów, Dobryca, Draga, Dubowa, Gród, Kryszewo, Olchowo, Puchówka, Wereście, Oleśce, Tama oraz Zalesie. Obecnie większość z nich weszła administracyjnie w skład wsi.
W pobliżu wsi znajdują się dwa jeziora: jezioro Brono jest zbiornikiem błotnistym i zarastającym, który stanowi rezerwat, gdzie ochroną objęto stanowisko rosiczki. Drugi zbiornik to jezioro Łuka.
Do 2020 w rejonie ratnieńskim.